# Los tres huastecos
Los tres huastecos és una pel·lícula mexicana de 1948 dirigida per Ismael Rodríguez.

## Sinopsi
Criats per separat en tres pobles de la Huasteca, els trigèmins Andrade (Pedro Infante, interpretant tres papers) són molt diferents de caràcter malgrat ser idèntics físicament. Lorenzo, el tamaulipec, és bast i ateu; Juan de Dios, el potosí, és capellà d'una parròquia, mentre que Víctor, de Veracruz, és capità de l'exèrcit. La seva enorme semblança física és motiu de conflictes i Juan de Dios tracta de solucionar els problemes dels seus dos germans. Lorenzo pare de "La Tucita" (María Eugenia Llamas Muñoz) és confós al principi amb el de sobrenomenat "El Coyote", un suposat bandit i assassí, ell té com a ajudant Alejandro, el veritable "Coyote" (Alejandro Ciangherotti), xicot de Mary Toña de la que s'enamora Víctor, qui al seu torn tracta d'arrestar al Coyote sense saber que és el seu propi germà. Al final els tres acaben vestits igual per diferents raons cantant, amb el veritable Coyote empresonat.

## Repartiment
- Pedro Infante
- Blanca Estela Pavón
- Fernando Soto "Mantequilla"
- María Eugenia Llamas
- Alejandro Ciangherotti
- Guillermo Calles
- Roberto Corell
- Paz Villegas
- Conchita Gentil Arcos
- Antonio R. Frausto
- Hernán Vera
- Salvador Quiroz
- Julio Ahuet
- Guillermo Bravo Sosa
- Chel López
- Humberto Rodríguez
- Irma Dorantes
- Jaime Jiménez Pons
- José Luis Moreno
- José G. Cruz
- María Luisa Alcalá

## Comentaris
Aquest film ocupa el lloc 51 dins de la llista de les 100 millors pel·lícules del cinema mexicà, segons l'opinió de 25 crítics i especialistes del cinema a Mèxic, publicada per la revista Somos el juliol de 1994.

## Premis
A la IV edició dels Premis Ariel va rebre sis nominacions: al millor director i millor guió per a Ismael Rodríguez, ala millor actor principal per Pedro Infante, ala millor paper juvenil per María Eugenia Llamas (Tucita), a la millor adaptació i a la millor edició de pel·lícula, però no en va obtenir cap.